# Tawapuku (rivière)
La rivière Tawapuku  (en anglais : Tawapuku River) est un cours d’eau de la région du  Northland dans l’Île du Nord de la Nouvelle-Zélande.

## Géographie
Elle s’écoule vers le sud-ouest pour rejoindre la rivière  Awarua à 40 kilomètres au nord de Dargaville.
(en) Land Information New Zealand, « détail emplacement: Tawapuku (rivière) », sur New Zealand Gazetteer